# Luscosmodicum
Luscosmodicum is een kevergeslacht uit de familie van de boktorren (Cerambycidae). De wetenschappelijke naam van het geslacht werd voor het eerst geldig gepubliceerd in 1970 door Martins.

## Soorten
Luscosmodicum is monotypisch en omvat slechts de volgende soort:
- Luscosmodicum beaveri Martins, 1970